# 刀叶石斛
刀叶石斛（学名：Dendrobium terminale）为兰科石斛属下的一个种。

## 扩展阅读
- 維基物種上的相關：刀叶石斛